# Heinz Krämer
Heinz Krämer (* 10. Mai 1924 in Feuerbach; † 25. September 2015) war ein deutscher Schriftsteller, Lehrer und Ministerialrat.

## Leben
Heinz Krämer wuchs in Stuttgart-Feuerbach auf und absolvierte dort 1942 am Leibniz-Gymnasium sein Abitur. Während seines Kriegsdienstes wurde er als Leutnant in Russland und den Ardennen eingesetzt. Er studierte Englisch, Geschichte, Französisch und Philosophie in Tübingen, London, Paris und Los Angeles. Er promovierte 1952 in Tübingen magna cum laude zum Dr. phil. Er war Mitglied der musischen Studentenverbindung AMV Stochdorphia Tübingen im SV.
Neben einer mehrjährigen Lehrtätigkeit am Stuttgarter Leibniz-Gymnasium sowie später am Daimler-Gymnasium in Bad Cannstatt erhielt er eine Dozentur an der Heidelberg Branch des University of Maryland University College für Deutsch und Europäische Geschichte.
1969 wurde er ins Staatsministerium Baden-Württemberg berufen und war dort als stellvertretender Protokollchef der Landesregierung und als Leitender Ministerialrat bei den Ministerpräsidenten Hans Filbinger und Lothar Späth tätig. Nebenberuflich veröffentlichte er mehrere Bücher zu landesgeschichtlichen Themen. Er war Träger des Bundesverdienstkreuzes 1. Klasse und weiterer Auszeichnungen.
Krämers Grabstätte befindet sich auf dem Feuerbacher Friedhof.

## Veröffentlichungen
- Mit Kurt Gayer und Georg Friedrich Kempter: Die Villa Reitzenstein und ihre Herren: die Geschichte des Baden-Württembergischen Regierungssitzes. DRW-Verlag, 1988. ISBN 3-87181-257-9.
- Killesberg-Geschichten, DRW-Verlag Weinbrenner GmbH & Co., Leinfelden-Echterdingen, 1993, ISBN 3-87181-298-6.
- Fertig Feuerbach! Richard Kallee, Pfarrer und Geschichtsforscher. DRW Verlag, Leinfelden-Echterdingen, 2004, ISBN 3-87181-016-9.
- Als Stuttgart badisch war. Ein hochmittelalterlicher Beitrag zum 50-jährigen Jubiläum von Baden-Württemberg. In: Baden-Württemberg, 2 (2002) S. 50–53.
- Louis Uhland am Neckar, an der Seine - und am Feuerbach: Ein Erinnerungsbuch an den Dichter und Demokraten Ludwig Uhland zum 100-Jahr-Jubiläum der Stadt Feuerbach im Jahr 2007. DRW-Verlag, Leinfelden-Echterdingen, 2007.
- Komparse und Schiller.